# Schaumkeramik
Schaumkeramik, oder poröser keramischer Werkstoff, ist ein Oberbegriff für keramische Werkstoffe die mit speziellen Verfahren bzw. Verfahrensschritten in eine schaumartige, feste Struktur gebracht werden.

## Eigenschaften
Schaumkeramik bietet, wie Keramik allgemein, als Werkstoff ideale Lösungen für höchste Temperaturen. Zusätzlich besitzt Schaumkeramik eine sehr geringe Wärmeleitfähigkeit, sodass sie zugleich als idealer Dämmstoff eingesetzt werden kann. Mechanisch ist Schaumkeramik gut für Druckbelastungen aber kaum für Zug- oder Stoßbelastungen geeignet.
Je nach Ausgangsmaterial ist Schaumkeramik chemisch inert, korrosionsbeständig und/oder katalytisch wirksam.
Als besondere Eigenschaft bieten Schaumkeramiken, wie die technisch verwandten Metallschaumwerkstoffe, wegen ihrer sehr geringe Dichte, eine erhebliche Gewichtseinsparung bei annähernder Beibehaltung der mechanischen Eigenschaften des Ausgangsmaterials. Sie sind daher auch für Konstruktionen der Leichtbauweise geeignet.

## Anwendung
Schaumkeramik wird als billiger und zugleich leistungsfähiger Filterwerkstoff, z. B. bei Fahrzeugkatalysatoren, verwendet. Weiter kommt Schaumkeramik zunehmend eine Schlüsselrolle in der Spitzentechnologie, z. B. als Werkstoff der Kacheln des Hitzeschildes beim Space Shuttle, zu.